# Torche (groupe)
Torche est un groupe de sludge/stoner metal originaire de Miami en Floride et formé en 2004 qui a publié cinq albums, dont le dernier, Admission, est sorti en 2019.

## Biographie
Le groupe se forme en 2004 à Miami en Floride. Un premier album sort en 2005, sur le label Robotic Empire, il est distribué en Europe par le label de Mogwai, Rock Action.
Le deuxième Meanderthal est publié en 2008 par le label Hydra Head Records. Fin 2008, le guitariste Juan Montoya quitte le groupe. Le groupe publie en tant que trio un split single avec Boris, suivi en 2010 d'un EP intitulé Songs For Singles. Le groupe redevient quatuor en 2011 avec l'arrivée Andrew Elstner.
Le troisième album, Harmonicraft, est publié le 24 avril 2012 par Volcom. En 2014, Torche signe sur le label indépendant américain Relapse. L'enregistrement du successeur de Harmonicraft a lieu au studio Pinecrust situé à Miami. Il est produit par le bassiste du groupe, Jonathan Nuñez, le mixage étant réalisé par Kurt Ballou du groupe Converge.
L'album Restarter sort le 24 février 2015.
Le groupe annonce sa séparation après une ultime tournée nord-américaine en septembre et octobre 2022.

## Formation

### Membres actuels
- Steve Brooks - chanteur, guitariste
- Jonathan Nuñez  - guitariste depuis 2017, bassiste de 2004 à 2017
- Rick Smith - batteur
- Eric Hernandez – bassiste depuis 2017

### Anciens membres
- Juan Montoya - guitariste de 2004 à 2008
- Andrew Elstner - guitariste, chœurs de 2011 à 2016

## Lien Externe
- Site officiel